# Trifurcula sanctaecrucis
Trifurcula sanctaecrucis là một loài bướm đêm thuộc họ Nepticulidae. Nó là loài đặc hữu của quần đảo Canaria.
Ấu trùng ăn Lavandula canariensis. The mine the leaves of their host plant. 